# Челеста
Челе́ста (итал. celesta от celeste «небесный») — клавишный металлофон, по технике игры и внешне напоминающий небольшое пианино или фисгармонию. Ударный музыкальный инструмент, звучащим телом которого являются стальные пластинки. Один из наиболее популярных дополнительных инструментов симфонического оркестра. Изобретён французским музыкальным мастером Огюстом Мюстелем в 1886 году. Впервые представлен на Всемирной выставке в Париже в 1889 году. Челеста нашла применение не только как академический инструмент, но используется и в джазе, рок-музыке, других направлениях популярной музыки.

## История
Челеста ведёт своё происхождение от «камертонного клавира», изобретённого в 1788 году английским мастером Ч. Клаггетом из Лондона. В этом инструменте молоточки ударяли по камертонам разных размеров. В 1860-х годах французский мастер Виктор Мюстель создал похожий инструмент под названием «дульситон», а его сын Огюст позднее заменил камертоны на металлические пластины с резонаторами. В 1886 году он получил патент на новый инструмент под названием «челеста», от итальянского прилагательного celeste — «небесный». Первая публичная демонстрация оркестровой челесты Мюстеля прошла на Всемирной выставке в Париже в 1889 году.

## Описание и устройство

Схема механики челесты системы Мюстеля

По своему внешнему виду, размеру и отделке челеста похожа на небольшую фисгармонию или маленькое пианино. Звук извлекается молоточками, приводимыми в движение клавишами клавиатуры фортепианного типа. Механизм молоточков напоминает фортепианный, но более простой конструкции. Молоточки ударяют по стальным пластинкам (иногда стеклянным, обтянутых замшей, войлоком), укреплённым на упругих деревянных коробчатых резонаторах. Такая конструкция усиливает основные тоны и делает звук очень мягким, глубоким и отдалённо напоминающим «небесный» перезвон колокольчиков, с чем и связано название инструмента. Чешский музыковед Антонин Модр отмечал, что по своему звучанию инструмент находится посредине между звуками рояля и колокольчика или же стеклянной гармоники. По его мнению звук челесты «нежный, почти эфирный и напоминает тембр арфы».
Единственная педаль челесты выполняет ту же функцию, что и у пианино (педаль форте) и расположена в современных моделях справа от середины по корпусу инструмента. Несмотря на внешнее сходство, способ звукоизвлечения челесты отличается от других клавишно-молоточковых инструментов, как механики фортепиано (молоточки ударяют по струнам вертикально), так и рояля (молоточки ударяют по струнам снизу). Диапазон челесты ― от c1 (до первой октавы) до c5 (до пятой октавы). В настоящее время изготавливается немецкой компанией Schiedmayer и японским производителем музыкальных инструментов Yamaha. Schiedmayer, являющийся продолжателем традиций мастера Мюстеля, изготавливает модели различного размера в следующих диапазонах: 4 октавы (с1—с5); 5 октав (c—с5); 5 ½ октав (c—f5).
Звукоряд хроматический. Ноты для челесты пишутся в скрипичном ключе (реже в басовом) на двух нотоносцах (как в фортепиано) на октаву ниже действительного звучания. В партитуре симфонического оркестра её партия располагается под партией арфы и над партиями струнных инструментов.
Вопрос к какой группе инструментов следует отнести челесту является довольно дискуссионным. Антонин Модр включил её в группу идиофонических (самозвучных) ударных музыкальных инструментов, у которых звук образуется путём колебания упругого материала из которого они изготовлены (колокола, тарелки, там-там, гонг, ксилофон, тубафон, треугольник, кастаньеты). В музыкознании её относили также к ударно-клавишным, ударным или клавишным инструментам. По мнению композитора и музыковеда Георгия Дмитриева несмотря на то, что по способу звукоизвлечения челеста, в строгом понимании, не совсем классифицируется как ударный инструмент, но по характеру звучания, напоминающего колокольчики, её всё же принято относить к этой группе музыкальных инструментов.

## В академической музыке

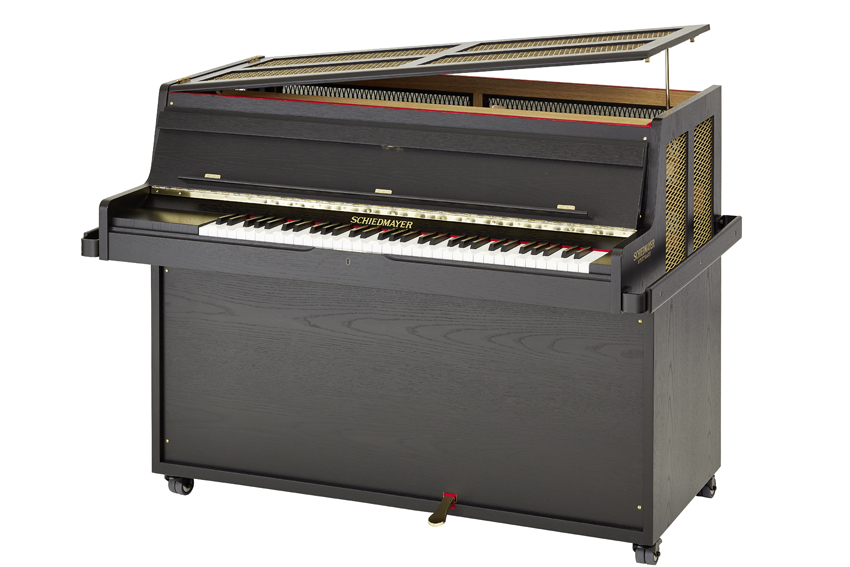
Модель челесты «Студио» (c—f5) фирмы Schiedmayer

Введена в симфонический и камерный оркестры французскими и русскими композиторами. Первым челесту в оркестре применил Эрнест Шоссон в музыке к пьесе Шекспира «Буря» (1888). Во время своего визита в Париж «челесту Мюстель» услышал Пётр Ильич Чайковский и был так очарован её звучанием, что ввёл партию этого инструмента в свои сочинения: симфоническую балладу «Воевода» (1891) и балет «Щелкунчик» (1892). Балетмейстер Мариус Петипа в либретто указал, что в сцене «Вариация феи Драже» должен слышаться звук падающих капель в фонтане. О приобретении этого инструмента композитор просил своего издателя Петра Юргенсона, но с условием, чтобы он эту покупку осуществил скрытно и о ней не стало бы известно другим российским композиторам раньше времени. В письме от третьего июня 1891 года Чайковский писал Юргенсону:
«Я открыл в Париже новый оркестровый инструмент, нечто среднее между маленьким фортепиано и глокеншпилем, с божественно чудным звуком. Называется он Celesta Mustel и стоит тысячу двести франков. Инструмент этот я хочу употребить в симфонической поэме „Воевода“ и в балете. <…> Купить его можно только в Париже у изобретателя, г. Мюстель. Я хочу тебя попросить выписать этот инструмент. <…> Так как инструмент этот нужен будет в Петербурге раньше, чем в Москве, то желательно, чтобы его послали из Парижа. Но при этом я желал бы, чтобы его никому не показывали, ибо боюсь, что Римский-Корсаков и Глазунов пронюхают, раньше меня воспользуются его необыкновенными эффектами. Я предвижу колоссальный эффект от этого нового инструмента».
Узнав о приобретении этого «чудного инструмента», композитор в письме от 22 августа благодарил издателя и повторил просьбу о том, чтобы никто из посторонних его не услышал до премьеры «Воеводы». Также он писал, что челеста будет иметь «большую роль в моём новом балете».
Инструмент нашёл применение в симфоническом и камерном оркестрах. Густав Малер неоднократно применял челесту, например, в Симфониях № 6 (1903—1904) и № 8 (1906), а также в «Песне о земле» (1908—1909). Челеста используется почти исключительно как оркестровый инструмент для создания особого колорита Густавом Холстом в сюите «Планеты», Дмитрием Шостаковичем в четвёртой, шестой, тринадцатой, пятнадцатой симфонии, другими академическими композиторами. На челесте также исполняется партия стеклянной гармоники ― инструмента, вышедшего из употребления, но предусмотренного в сочинениях некоторых композиторов XIX века. Как правило, на челесте играет штатный пианист оркестра (в случае отсутствия челесты её партия может быть исполнена на фортепиано). В области инструментовки нашла применение для передачи различных колористических эффектов и наиболее часто используется в соединении с различными деревянными духовыми инструментами оркестра, арфой, колокольчиками, а также при таком приёме игры на струнных смычковых инструментах как пиццикато.
Также среди композиторов XX века использовали челесту в своих произведениях Клод Дебюсси («Море» 1903—1905; «Образы» 1905), Франц Шрекер (опера «Дальний звон», 1912), Имре Кальман (оперетта «Королева чардаша» (традиционное название для России — «Сильва»), 1915), Джордж Гершвин («Американец в Париже», 1928), Тихон Хренников (Симфония № 1, 1933—1935; концерт для скрипки с оркестром № 2, 1975), Карл Орф («Кармина Бурана», 1935—1936), Бела Барток (Музыка для струнных, ударных и челесты, 1936), Бенджамин Бриттен (опера «Сон в летнюю ночь», 1960), Филип Гласс (опера «Эхнатон», 1984), Мортон Фельдман («Филиппу Густону», 1984) и другие.
Инструмент используется и в музыке для спектаклей и кинофильмов, например: Чарли Чаплин («Огни большого города»), Бернард Херрманн («Гражданин Кейн»), Ли Харлин и Пол Смит («Пиноккио»), Шостакович («Гамлет»). Особенно часто использовал челесту при создании музыки, в том числе и для фильмов американский композитор Джон Уильямс.

## В джазе
Первые применения челесты в джазе относят к концу 1920-х годов к Хоуги Кармайклу и Эрлу Хайнсу. В 1930-е годы Фэтс Уоллер иногда играл на челесте правой рукой и одновременно на фортепиано левой. Среди других джазовых пианистов, иногда применявших челесту, отмечены Мид Лакс Льюис, Уилли Лайон Смит, Арт Тэйтум, Дюк Эллингтон, Дюк Пирсон,Телониус Монк, Оскар Питерсон, Маккой Тайнер, Сан Ра, Херби Хэнкок, Джонни Гварнери.

## В саундтреках
Наиболее яркий пример — начало «Hedwig’s theme» Джон Таунер Уильямса, саундтрека «Гарри Поттера»

## В рок-музыке
Челеста нашла применение и в рок-музыке. К известным композициям с её использованием можно отнести: «Everyday» Бадди Холли; «Real Love», «Baby It’s You» The Beatles; «Girl Don’t Tell Me» The Beach Boys; «Set the Controls for the Heart of the Sun» (A Saucerful of Secrets), «Time» (The dark Side of the Moon) Pink Floyd; «Sunday Morning» (The Velvet Underground & Nico) The Velvet Underground и другие.